# 一般國道

一般國道的通用標誌規格，自1960年（昭和35年）起使用。

一般國道（日语：／ ippan kokudō */?）是指日本除了高速自動車國道以外的國道，為國家（日本國政府）直接管理或以法令規範的公路／道路系統，在日本多以「國道」直稱。編制下各道路用編號來命名，叫作「一般國道○○○號」或單叫「國道○○○號」。一般亦常用「國道○○○號線」稱之。基本上為免費通行，少部分路段收費。

## 定義
根據日本《道路法》第5條，一般國道係符合下列各款規定之道路，並與高速自動車國道構成全國的幹線道路網。
1. 國土縱貫、橫貫、或循環狀、連接都道府縣廳所在地（包含北海道支廳所在地），以及其他政治上、經濟上或文化上重要的都市（以下「重要都市」）的道路。
2. 重要都市或人口10萬以上的城市與高速自動車國道、或前號規定的國道連接的道路。
3. 連接2座以上城市到高速自動車國道、或第1款規定的國道的道路。
4. 《港灣法（日语：港湾法）》（昭和25年法律第218號）第2條第2項規定的國際戰略港灣（日语：国際戦略港湾）、國際據點港灣、或同法附則第5項規定的港灣、主要的機場、國際觀光上的重要地點，與高速自動車國道或第1款規定的國道連接的道路。
5. 國土的總合開發或必須作特別建設與整備的都市及高速自動車國道、或第1款規定的國道連接的道路。

相關法令：

## 國道編號
現在有國道1號至國道507號，但由於歷史的因素，實際上共有459條路線。
1952年的道路法把國道分成一級國道（編號1位・2位）與二級國道（編號3位），1964年道路法修訂，1965年4月開始統一成一般國道。一級・二級國道統合以後，新設的國道皆用3位數編號，故58～100號為空號。但是，1972年沖繩復歸日本時，鹿兒島市～那霸市的道路根據特例命名為國道58號，現在的空號為59～100號。
另外，由於路線的統合・變更，109號（與國道108號統合）、110號（變為國道48號）、111號（變為國道45號）、214～216號（統合成國道57號）亦是空號。
現在的國道只採用路線編號，而沒有像都道府縣道與市町村道那樣給予路線名稱。
1969年政令以後制定的國道（272號以後）很多是出於政治上的考量（新潟縣中越地方的300・400國道），為後述的「酷道」。

## 一般國道的路線編號一覽

### 001～058
001 002 003 004 005 006 007 008 009 010 

011 012 013 014 015 016 017 018 019 020 

021 022 023 024 025 026 027 028 029 030 

031 032 033 034 035 036 037 038 039 040 

041 042 043 044 045 046 047 048 049 050 

051 052 053 054 055 056 057 058（059～100為缺號）

### 101～200
101 102 103 104 105 106 107 108（109～111為缺號）

112 113 114 115 116 117 118 119 120 

121 122 123 124 125 126 127 128 129 130 

131 132 133 134 135 136 137 138 139 140 

141 142 143 144 145 146 147 148 149 150 

151 152 153 154 155 156 157 158 159 160 

161 162 163 164 165 166 167 168 169 170 

171 172 173 174 175 176 177 178 179 180 

181 182 183 184 185 186 187 188 189 190 

191 192 193 194 195 196 197 198 199 200

### 201～300
201 202 203 204 205 206 207 208 209 210 

211 212 213（214～216為缺號）217 218 219 220 

221 222 223 224 225 226 227 228 229 230 

231 232 233 234 235 236 237 238 239 240 

241 242 243 244 245 246 247 248 249 250 

251 252 253 254 255 256 257 258 259 260 

261 262 263 264 265 266 267 268 269 270 

271 272 273 274 275 276 277 278 279 280 

281 282 283 284 285 286 287 288 289 290 

291 292 293 294 295 296 297 298 299 300

### 301～400
301 302 303 304 305 306 307 308 309 310 

311 312 313 314 315 316 317 318 319 320 

321 322 323 324 325 326 327 328 329 330 

331 332 333 334 335 336 337 338 339 340 

341 342 343 344 345 346 347 348 349 350 

351 352 353 354 355 356 357 358 359 360 

361 362 363 364 365 366 367 368 369 370 

371 372 373 374 375 376 377 378 379 380 

381 382 383 384 385 386 387 388 389 390 

391 392 393 394 395 396 397 398 399 400

### 401～507
401 402 403 404 405 406 407 408 409 410 

411 412 413 414 415 416 417 418 419 420 

421 422 423 424 425 426 427 428 429 430 

431 432 433 434 435 436 437 438 439 440 

441 442 443 444 445 446 447 448 449 450 

451 452 453 454 455 456 457 458 459 460 

461 462 463 464 465 466 467 468 469 470 

471 472 473 474 475 476 477 478 479 480 

481 482 483 484 485 486 487 488 489 490 

491 492 493 494 495 496 497 498 499 500
501 502 503 504 505 506 507

## 國道的實態
如「定義」所述，國道的指定基準是連接的地點和與其他國道連結的道路等，但道路的規模（路幅與行車線數、距離、鋪裝與未鋪裝之別）卻沒有指定。
實際上位於港灣部的國道174號（港國道）總距離只有數百米程度，目的只是簡化國土交通省經此行走的大型卡車的路線申報。另外，1車線、甚至非鋪裝（Offroad）的國道亦有不少，更有把行人登山道當成國道區間的例子。

### 酷道
一般人認知中的國道應是有規模的道路，路邊有商店、加油站，翻山時有橋樑隧道等便利措施；但是實際上只有由國土交通省管理的國道（「指定區間」）完全符合這些印象。由地方管理的國道中，由於缺乏維護資金、對環境有不良影響等原因，部份路段的情況會十分糟糕。
那些特別險峻、車線狹窄、車輛無法通行的國道被揶揄為「酷道」（こくどう，亦有揶揄縣道<けんどう>為「險道」、府道<ふどう>為「怖道」與「腐道」、舊道<きゅうどう>為「泣道」等與原名同音的詞；更惡劣的道路被稱為「超酷道」）。特別是1969年（昭和44年）以後昇格的國道（300號以後）中「酷道」相當多。另外，有人把經常交通堵塞的國道稱為「塞車酷道」（渋滞酷道）。
酷道的特徵如：
- 因為道路狹窄而錯車困難或無法錯車，甚至有的窄到摩托車都很難錯車
- 側方是沒有護欄的斷崖，通行非常危險
- 沒有瀝青的土路
- 沒有全線開通，或者由於歷史原因而有車輛無法通行的路段存在（例如崎嶇的林中小路甚至樓梯），有的連徒步通行都困難
- 有每小時降雨量達到20mm就必須停止通行的區間
- 因為山崩等原因造成道路破壞而沒有復原
- 冬季積雪的地區，由於不進行除雪作業而冬天禁行

### 酷道的例子
「日本三大酷道」：
- 國道418號：部份區間長期不能通行，並在温見峠有一段寬1車道、沒有護欄、一邊為深谷的路段。立有警示板（掉下去就會死！）。人稱「king of 酷道」。
- 國道425號：除少數區間外全程狹窄錯車困難，沒有護欄的區間也很多；此外落石、崩塌等災害也很多，通行極困難。奈良・和歌山交界處的牛廻越與国道308号、477号（三條路離得不遠）的難行之處是道路探險愛好者群體所喜好的「名勝」。
- 國道439號：除少數區間外路面幾乎全部只有1輛小轎車寬(2.5m)，道路狀況極差。

其他例子：
- 國道166號、國道170號、國道324號、國道365號：通過城區的市街小巷。324號通過拱形長廊商業街的區段每天只能通行5小時。
- 國道152號、國道299號、國道309號、國道371號、國道417號：現在（或曾經）有部份區間是用林間小路連接的。
- 國道101號、國道403號：由於道路狹窄、容易迷失方向且指示不清，正確找到前進方向很困難。
- 國道289號、國道401號：著名的「登山國道」。289號國道以前在只能徒步登山的道路上設置了國道標誌，不過由於開通了繞行道路（甲子道路），2008年已撤除。401號國道是從福島縣到群馬縣的一段山路（其中穿越縣境的一段與1號縣道重合），需要翻相當高的山；車輛禁行，行人只能走木製道路。由於路上還有臺階，故實際上輪椅等也很難通行。福島-群馬是日本唯一的兩縣之間有共同邊界卻沒有行車道路的。
- 國道308號：以急坡和窄路聞名。不到2km的一段區間內高度差達到350m，平均斜度20%，最大斜度達到37%；不過由於路面鋪裝完好，徒步走這段路並不十分困難。在拓寬之前，最窄的地方只有1.3-1.5米，僅容兩人並行。
- 國道339號：在最北端有一段名為「階段国道」的區間。該區間為一段帶扶手的樓梯，共362級。途中還有休息用的長椅。兩側有斜坡，可以推行自行車。
- 國道388號、國道458號：有狹窄的未整備的區間，謂「泥路區間」。
- 國道477號：連接後續路段的三岔路口處，路面坡度陡、前後道路都狹窄，而且彎角角度非常尖銳、幾乎接近180度的急轉彎、凡是四輪車輛都不能順暢過彎，被稱作。
- 國道488號：僅有1車道寬、一側為數百米深的斷崖、並且沒有護欄的區間延續不斷。通行車輛寬度不得超過2m。此外由於海拔高常會起霧，冬季會有積雪和路面結冰（禁止通行）。
- 國道490號：比附近的縣道還窄，山口縣立有指示牌提醒司機繞行縣道。